# Гоголев (Киевская область)
Го́голев (укр. Гоголів) — село, входит в Великодымерскую поселковую общину Броварского района Киевской области.
Население по переписи 2001 года составляло 4537 человек. Село занимает площадь 13,08 км².

## История
В XIX веке местечко Гоголев было волостным центром Гоголевской волости Остерского уезда Черниговской губернии. В селе была Рождество-Богородицкая и Преображенская церковь.

## Известные уроженцы
- Борисполец, Платон Тимофеевич — украинский живописец.
- Осьмак, Василий Александрович — украинский и советский архитектор.
- Чупрынка, Григорий Аврамович — украинский поэт начала XX века.
- Слюсаренко, Виталий Андреевич (1915-?) — украинский советский партийный и государственный деятель, 2-й секретарь Львовского обкома КПУ.

## Аэродром
К востоку от села в 30 км от Киева находится аэродром круглогодичной эксплуатации авиационной техники без сезонных ограничений с ВПП длиной 450 м и шириной 16 м. На аэродроме расположены Авиатехнический клуб «ЕвроСтар» и Авиакомпания «Pan Air».

## Местный совет
Село Гоголев — административный центр Гоголевского сельского совета.
Адрес местного совета: 07400, Киевская обл., Броварский район, с. Гоголев, ул. Киевская, 160.